# Florian Rivot
Florian Rivot (* 18. Juli 1993) ist ein französischer Biathlet.
Florian Rivot vom Avenir de Cornimont startete bei den Biathlon-Juniorenweltmeisterschaften 2011 in Nové Město na Moravě und wurde 29. des Einzels und 27. des Sprints. 2012 gewann er in Kontiolahti, nachdem er schon Sechster des Sprints, 14. der Verfolgung und 18. des Einzels geworden war, mit Clément Dumont und Aristide Bègue den Titel im Staffelrennen.
Bei den französischen Meisterschaften im Biathlon 2013 gewann Claude in Les Contamines an der Seite von Fabien und Florent Claude den Staffeltitel.